# Џо Сако
Џо Сако (Киркоп (Малта), 2. октобар 1960) је амерички стрип цртач и новинар пореклом са Малте. Познат је по својим стриповима, односно графичким романима који се сматрају новом журналистичком формом, какве пре тога није било у свету - стрип новинарством.

## Биографија
Џо Сако је рођен 1960. године на Малти. Студије новинарства завршио је у Америци 1981. године. Пет година касније, 1986. сели се у Лос Анђелес, где налази свој први посао у издавачкој кући "Фантаграфикс букс" (Fantagraphics Books), специјализованој за стрип издања. Већ ту је открио свој таленат за цртање стрипова.
Од 1988. до 1992. Сако путује по свету и издаје шест свезака стрипа Јаху (Yahoo). Током зиме 1991/92. проводи два месеца у Израелу и окупираним територијама у Појасу Газе и на Западној обали. У јануару 1993. излази прва свеска стрипа Палестина. У овом стрипу Сако прича причу о борби Палестинаца против израелске окупације из угла слабијих, која се тада није могла чути у званичним медијима. Укупно је објављено девет свезака овог стрипа, које су обједињене и 1993. и 1996. објављене у два тома, а 2004. као јединствено издање. Од прве свеске стрипа "Палестина", Сако ствара једну нову журналистичку форму - стрип новинарство, какве пре тога није било у свету. Књига његових стрип-репортажа које имају све одлике спољнополитичког коментара, није могла проћи незапажено. За њу је Сако је награђен 1996. године највишим америчким литерарним признањем "Америкен Бук Авард" (American Book Award).
Године 2000. Сако завршава своје друго велико дело, Безбедносна зона Горажде (Safe Area Gorazde: The War In Eastern Bosnia 1992-1995), коју је написао на основу путовања у ратом захваћено подручје. За овај роман је награђен Ајзнеровом наградом (Will Eisner Comic Industry Awards) за најбољу графичку новелу.
Сако живи и ради у Портланду (Орегон).

### Стрипови

#### Као аутор цртежа и текста
- 1988–1992: Yahoo бр. 1–6 (Fantagraphics Books)
- 1993–1995: Palestine бр. 1–9 (Fantagraphics Books)
- 1994: Spotlight on the Genius that is Joe Sacco (Fantagraphics Books)
- 1998: Stories From Bosnia бр. 1: Soba (Drawn and Quarterly Books)

#### Као уредник
- 1987–1988: Centrifugal Bumble-Puppy (Fantagraphics Books)

### Графички романи

#### Као аутор цртежа и текста
- 1993: Palestine: A Nation Occupied (Fantagraphics Books).  978-1560971504. (садржи свеске Palestine бр. 1–5)
- 1996: Palestine: In the Gaza Strip (Fantagraphics Books).  978-1560973003. (садржи свеске Palestine бр. 4–9)
- 1997: War Junkie. (Fantagraphics Books).  978-1-56097-170-2.
- 2000: Safe Area Goražde: The War in Eastern Bosnia 1992–1995 (Fantagraphics Books).  978-1-56097-470-3.
- 2001: Palestine (Палестина) (Fantagraphics Books).  978-1-56097-432-1. (садржи свих 9 свезака сериала Palestine). На српском језику објављен 2007 (Издавачка кућа Ренде)  135942412
- 2003: The Fixer: A Story from Sarajevo (Drawn and Quarterly Books).  978-1-896597-60-7.
- 2003: Notes from a Defeatist (Fantagraphics Books).  978-1-56097-510-6. (садржи свеске Yahoo бр. 1–6)
- 2005: War's End: Profiles from Bosnia 1995–96 (Drawn and Quarterly Books).  978-1-896597-92-8.
- 2006: But I Like It (Fantagraphics Books).  978-1-56097-729-2. - књига о рокенролу и блузу[1]
- 2009: Footnotes in Gaza (Metropolitan Books).  978-0-8050-7347-8.
- 2012: Journalism (Metropolitan Books).  978-0-8050-9486-2.
- 2013: The Great War: July 1, 1916: The First Day of the Battle of the Somme (W. W. Norton & Company).  978-0-393-08880-9.
- 2014: Bumf Vol. 1: I Buggered the Kaiser (Fantagraphics Books).  978-1-60699-748-2.

#### Као илустратор
- 2012: Days of Destruction, Days of Revolt (Nation Books).  978-1-5685-8643-4.

## Награде
- 1996 - American Book Award за роман Палестина
- 2001 - Guggenheim Fellowship
- 2001 - Eisner Award за роман Безбедносна зона Горажде
- 2010 - Ridenhour Book Prize за роман Фусноте у Гази[7]
- 2012 - Oregon Book Award, такође за роман Фусноте у Гази[8]

Сакоов роман Фусноте у Гази номинован је 2009. године и за Los Angeles Times Book Prize, а 2014. његов роман Journalism ушао је у најужи избор за награду Oregon Book Award.